# آخوند زاده سيف الرحمن
آخوند زاده سيف الرحمن (ت. 1431 هـ / 2010 م) هو متصوف ومؤسس الطريقة السيفية باكستان.
هو أبو الحمید آخوند زاده سيف الرحمن بن قاری سرفراز خان بن محمد حیدر خان بن محمد علی بابا الحنفي النقشبندی، .

## ولادته
ولد بقریة بابا کلی فی بلدة جلال آبادولاية ننكرهارافغانستان سنة 1349 هـ / 1930 م وسكن جمهورية أفغانستان الإسلامية وانتقل إلى باكستان ، وكان من أتباع الطريقة النقشبندیة

## آثاره
- «ھدایت السالکین فی رد المنکرین» - فرغ من تأليفه سنة محرم الحرام 1416هـ

## وفاته
مات في 19 یونیو 2010 م، وقد كان عمره حين موته 85 عامًا